# Mordellistena texana
Mordellistena texana es una especie de coleóptero de la familia Mordellidae.

## Distribución geográfica
Habita en México y Estados Unidos.